# Reitrecht

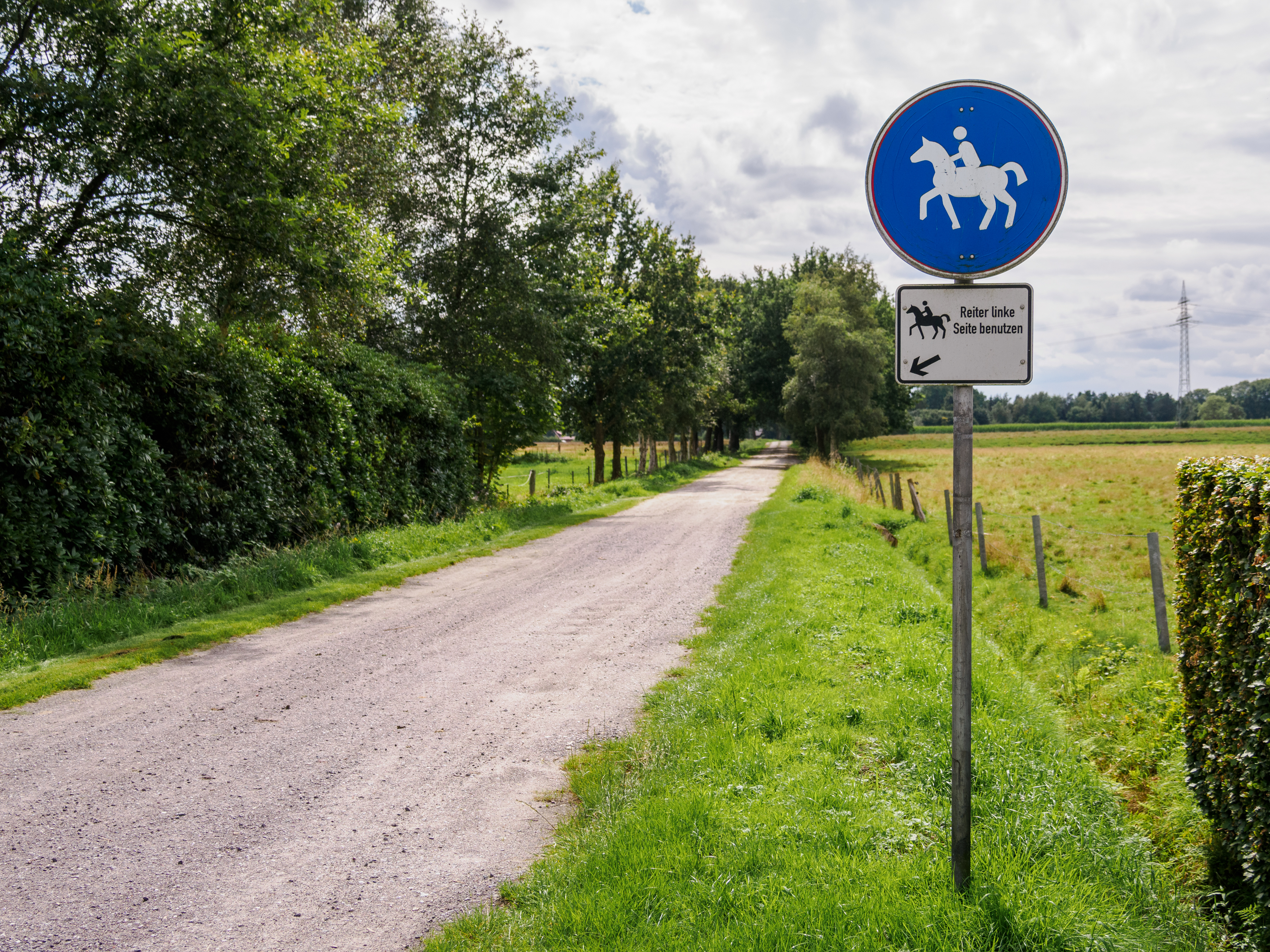
Reitweg in Petersfehn

Unter Reitrecht werden in der Regel die gesetzlichen Grundlagen des Reitens und Fahren im Straßenverkehr und in der Natur verstanden.

## Deutschland
Das Recht zu reiten gehört zwar zum Schutzbereich des Art. 2 Abs. 1 Grundgesetz (GG) im Sinne der allgemeinen Handlungsfreiheit, jedoch nicht zum besonders geschützten Kernbereich privater Lebensgestaltung. Das Reitrecht wird daher nur im Rahmen der verfassungsmäßigen Rechtsordnung gewährt und kann durch Gesetze beschränkt werden. Das Reitrecht zählt zum Betretungsrecht.
Für die Teilnahme am Straßenverkehr gilt, dass das Reiten und bespannte Fahren auf öffentlichen Straßen generell erlaubt ist. Dabei gelten für Reiter und Fahrer die Vorschriften des Straßenverkehrsrechts.
In der Bundesrepublik Deutschland wird das generelle Reitrecht im Wald im Bundeswaldgesetz (BWaldG), das Reiten außerhalb des Waldes ausschließlich durch die Länder geregelt (§ 57 Bundesnaturschutzgesetz). Für das Reiten im Wald ist insbesondere § 14 BWaldG von Bedeutung, der grundsätzlich nur das Reiten auf Straßen und Wegen erlaubt (§ 14 Abs. 1 Satz 1 BWaldG). In § 14 Abs. 2 BWaldG wird den Ländern das Recht eingeräumt, die Einzelheiten hierzu zu regeln. Es handelt sich insofern um ein Bundesrahmengesetz. Es ist dabei zulässig, dass das Recht in Wäldern zu reiten landesgesetzlich auf ausgewiesene Reitwege beschränkt wird.

### Gesetzliche Regeln in Deutschland
Auf öffentlichen Wegen und Straßen wird die Nutzung in der StVO geregelt.
Das unten stehende blaue Schild weist einen Sonderweg aus, auf dem nur das Reiten erlaubt ist. Das Verbotsschild setzt sich aus dem Zeichen 250 und dem im § 39 Abs. 7 StVO aufgeführten Sinnbild „Reiter“ zusammen. Dort ist Reiten verboten, das Führen des Pferdes ist jedoch erlaubt. In bewirtschafteten Forsten gelten landesrechtliche Regeln und vereinfachte Beschilderung. Zum Reiten dienen auf dem Land auch die unbefestigten Sommerwege entlang von befestigten Straßen.

Reitweg (Zeichen 238)
Reitverbot (Zeichen 250 + Sinnbild)
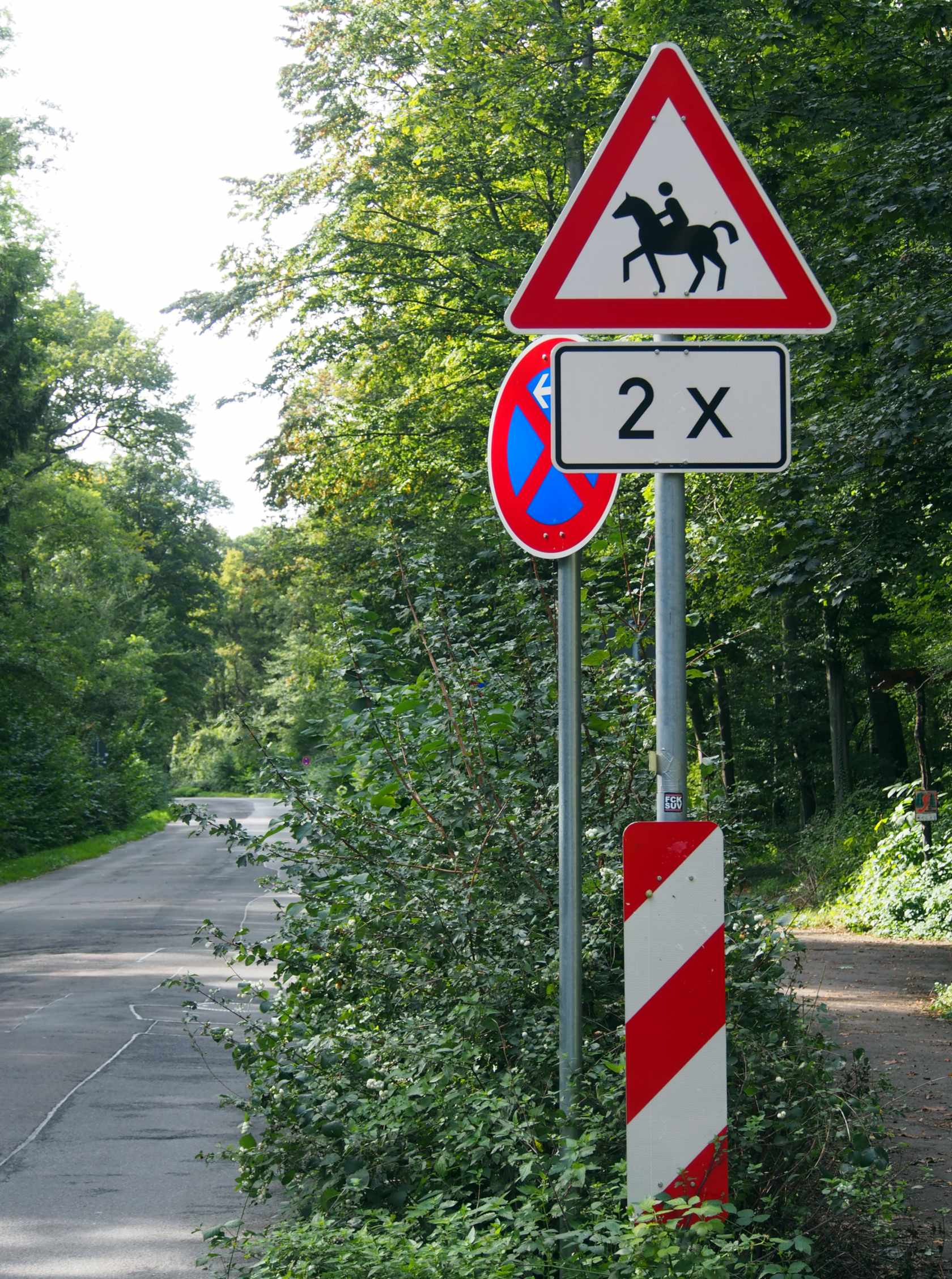
Gefahrzeichen Reiter
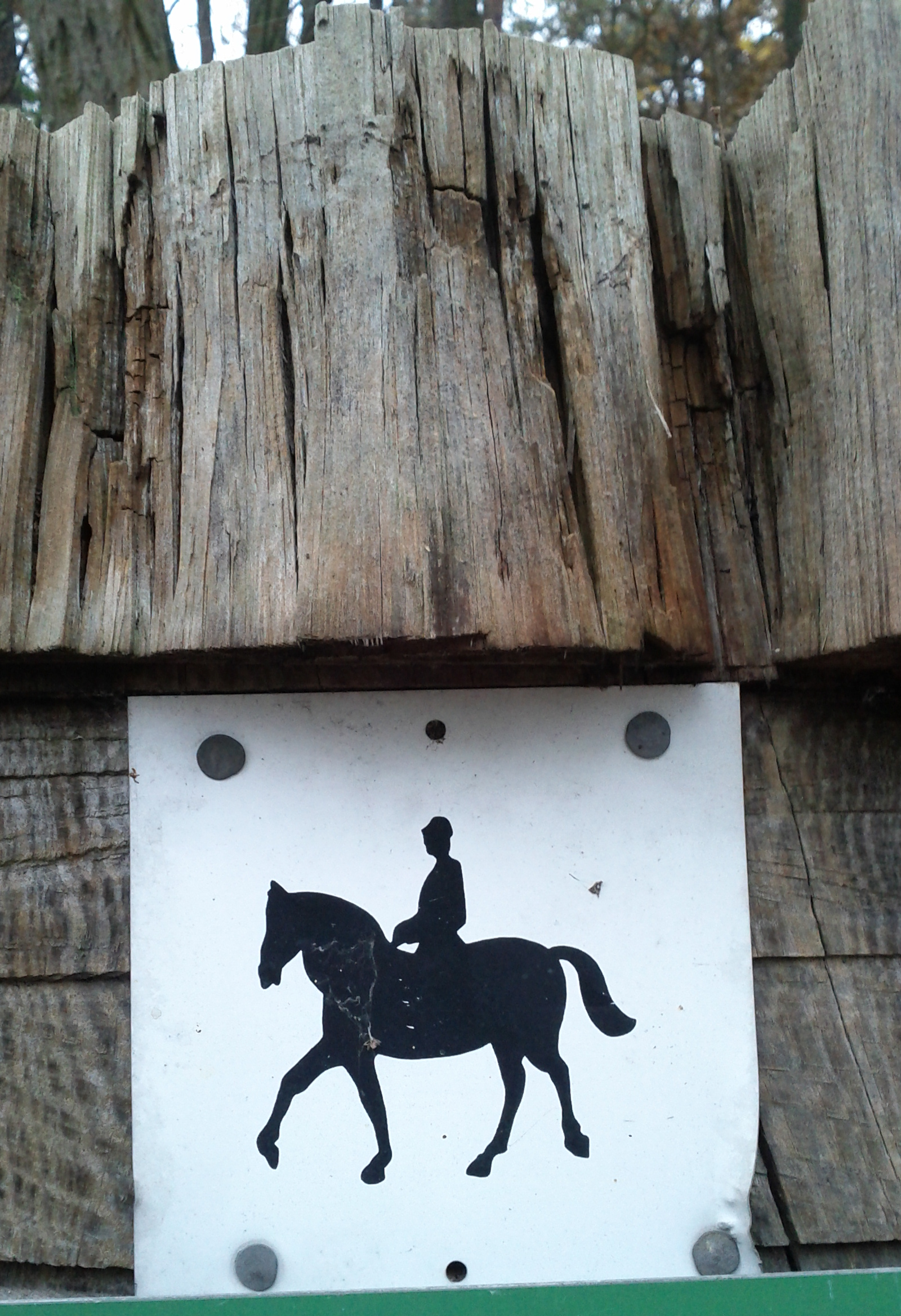
Reiterlaubnis an Waldweg in Berlin
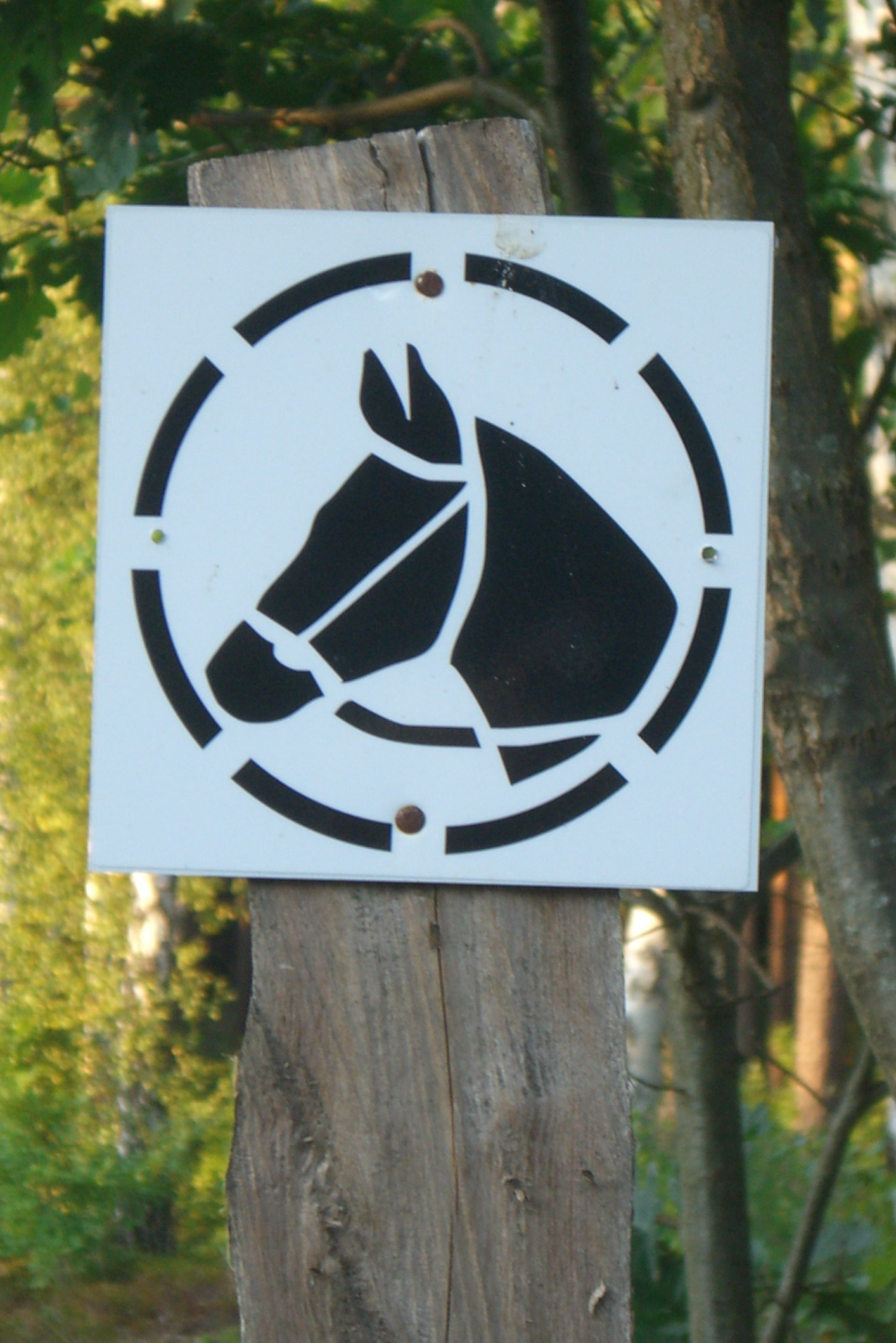
Reiterlaubnis in Sachsen

### Landesrechtliche Regeln
In der Feldflur und im Wald greifen landesrechtliche Regeln, die erheblich voneinander abweichen, beispielsweise folgende Regelungen:
| Bundesland             | Regelung | Paragraf                                                    | Zusammenfassung |
| ---------------------- | --- | ----------------------------------------------------------- | --- |
| Baden-Württemberg      | Landeswaldgesetz (LWaldG) vom 31. August 1995 | § 37 Betreten des Waldes                                    | Das Reiten im Wald ist nur auf Straßen und hierfür geeigneten Wegen gestattet. Auf Fußgänger ist Rücksicht zu nehmen. Nicht gestattet sind das Reiten auf gekennzeichneten Wanderwegen unter 3 m Breite und auf Fußwegen sowie das Reiten und Radfahren auf Sport- und Lehrpfaden; die Forstbehörde kann Ausnahmen zulassen. |
| Bayern                 | Waldgesetz für Bayern (BayWaldG) vom 22. Juli 2005, (GVBl S. 313), BayRS 7902-1-L                                                                                      | Art. 13 Abs. 3 über das Betreten des Waldes                 | Das Reiten im Wald ist nur auf Straßen und geeigneten Wegen zulässig. Die Vorschriften des Straßen- und Wegerechts und des Straßenverkehrsrechts bleiben davon unberührt. |
| Berlin                 | Landeswaldgesetz (LWaldG) vom 16. September 2004 | § 16 über das Reiten im Wald                                | Es dürfen nur ausgewiesene Reitwege benutzt werden. Die Benutzung der ausgewiesenen Reitwege bedarf der Erlaubnis der Behörde Berliner Forsten, die nur aus wichtigem Grund versagt werden darf. Die Kennzeichnung der Reittiere mit einer gut sichtbaren Plakette kann angeordnet werden. |
| Brandenburg            | Waldgesetz des Landes Brandenburg (LWaldG) vom 20. April 2004 (GVBl.I/04, Nr. 06, S. 137), geändert durch Artikel 1 des Gesetzes vom 10. Juli 2014 (GVBl.I/14, Nr. 33) | § 15 Allgemeines Betretungs- und Aneignungsrecht            | Zum Zwecke der Erholung ist das Betreten des Waldes jedermann gestattet, soweit dem nicht Interessen der Allgemeinheit entgegenstehen. Wer sich im Wald befindet, hat sich so zu verhalten, dass die Lebensgemeinschaft Wald so wenig wie möglich beeinträchtigt, seine wirtschaftliche Nutzung nicht behindert, der Wald nicht gefährdet, geschädigt oder verschmutzt und die Erholung anderer nicht gestört werden. Das Reiten und Gespannfahren ist nur auf Waldwegen und Waldbrandschutzstreifen zulässig. Waldwege sind Wirtschaftswege, die von zwei- oder mehrspurigen Fahrzeugen befahren werden können. Auf Sport- und Lehrpfaden sowie auf Wegen, die nicht mit zwei- oder mehrspurigen Fahrzeugen befahren werden können, und auf Rückewegen und Waldeinteilungsschneisen darf nicht geritten oder mit bespannten Fahrzeugen gefahren werden. Wander-, Reit- oder Radwegen und Sport- und Lehrpfade können im Benehmen mit den betroffenen Waldbesitzern von der unteren Forstbehörde markiert werden. |
| Hessen                 | Hessisches Waldgesetz | § 15 Betreten des Waldes, Reiten und Fahren                 | Das Reiten im Wald ist auf befestigten oder naturfesten Wegen gestattet, die von Waldbesitzerinnen und Waldbesitzern oder mit deren Zustimmung angelegt wurden und auf denen unter gegenseitiger Rücksichtnahme gefahrloser Begegnungsverkehr möglich ist. Fahren mit Kutschen ist im Wald auf Waldwegen gestattet, die eine Nutzbreite von mindestens 2 Metern aufweisen. Jedes Betreten und jede Benutzung des Waldes, die über das oben genannte zulässige Maß hinausgeht, bedarf der Zustimmung der Waldbesitzer. Das Reiten und das Radfahren auf Waldwegen, die nicht nach dafür freigegeben sind (Verjüngungsflächen, Waldflächen und Waldwege, Rückegassen, auf denen Holzerntearbeiten und andere gefahrgeneigte Waldarbeiten durchgeführt werden, forst- und jagdbetriebliche Einrichtungen, Rauchen) ist untersagt. Waldbesitzer haben Kennzeichnungen von Reitwegen sowie von Wegetafeln zu dulden, die von Vereinigungen oder Körperschaften, die sich in besonderem Maße der Erholungsfunktion des Waldes widmen, mit Zustimmung der unteren Forstbehörde unter Beteiligung der betroffenen Gemeinden und Naturparke angebracht werden. Dabei ist eine einheitliche Beschilderung anzustreben. Betreten und Befahren gekennzeichneter Wege erfolgt auf eigene Gefahr. |
| Mecklenburg-Vorpommern | Landeswaldgesetz (LWaldG) vom 8. Februar 1993, geändert durch Artikel 2 Nr. 3 des Gesetzes vom 25. Oktober 2005                                                        | Abschnitt IV Verhalten im Wald § 28 das Betreten des Waldes | Jedermann darf den Wald zum Zwecke der Erholung betreten. Wer den Wald betritt, hat sich so zu verhalten, dass die Lebensgemeinschaft Wald und die Bewirtschaftung des Waldes nicht gestört, der Wald nicht gefährdet, beschädigt oder verunreinigt sowie die Erholung anderer nicht beeinträchtigt wird. Das Reiten und Kutschfahren im Wald ist auf besonders zur Verfügung gestellten und gekennzeichneten Wegen und Plätzen gestattet und erfolgt auf eigene Gefahr. Dafür müssen die Landkreise und kreisfreien Städte im Einvernehmen mit der Forstbehörde geeignete Wege ausweisen, die mit den Reitwegen außerhalb des Waldes Verbindung haben. Die Interessen der Waldbesitzer und des Pferdesports sowie der Pferdezucht sind dabei angemessen zu berücksichtigen. Die Bewirtschaftung der Wälder und die Erholung anderer Waldbesucher dürfen durch das Reiten nicht erheblich beeinträchtigt werden. Wanderwege und Wanderpfade sowie Sport- und Lehrpfade dürfen nicht als Reitwege gekennzeichnet sein. Organisierte Sportveranstaltungen, auch reitsportliche Veranstaltungen, bedürfen der vorherigen Genehmigung durch die Forstbehörde im Einverständnis mit den Waldbesitzern. |
| Niedersachsen          | Niedersächsisches Gesetz über den Wald und die Landschaftsordnung (NWaldLG) vom 21. März 2002                                                                          | § 23 und § 26 Reiten                                        | Jeder Mensch darf die freie Landschaft betreten und sich dort erholen. Dieses Recht findet seine Grenze in einer für die Grundbesitzenden unzumutbaren Nutzung, insbesondere durch öffentliche Veranstaltungen oder eine gewerbsmäßige Nutzung. Nicht betreten werden dürfen Waldkulturen, Walddickungen, Waldbaumschulen sowie Flächen, auf denen Holz eingeschlagen wird, Äcker in der Zeit vom Beginn ihrer Bestellung bis zum Ende der Ernte und Wiesen während der Aufwuchszeit und Weiden während der Aufwuchs- oder Weidezeit. Betreten im Sinne dieses Gesetzes ist das Begehen, das Fahren und das Reiten. Das Reiten ist auf gekennzeichneten Reitwegen und auf Fahrwegen (Fahrwege sind befestigte oder naturfeste Wirtschaftswege, die von zweispurigen nicht geländegängigen Kraftfahrzeugen ganzjährig befahren werden können.) gestattet ist. Die Gestattung erstreckt sich nicht auf Fahrwege, die durch Beschilderung als Radwege gekennzeichnet sind. Um die Feststellung der Identität von Reiterinnen und Reitern zu erleichtern, kann die Waldbehörde durch Verordnung bestimmen, dass Personen in der freien Landschaft außerhalb eingefriedeter Grundflächen nur reiten dürfen, wenn die Pferde ein amtliches Kennzeichen tragen. |
| Nordrhein-Westfalen    | LnatSchG NRW ab 2018 | §58 (2)                                                     | Das Reiten im Wald ist gestattet. Kreise und Städte können dies beschränken. Das Reiten in der freien Landschaft ist über den Gemeingebrauch an öffentlichen Verkehrsflächen hinaus auf privaten Straßen und Wegen gestattet. Dies gilt sinngemäß für das Kutschfahren auf privaten Wegen und Straßen, die nach der Straßenverkehrsordnung nur für den landwirtschaftlichen Verkehr freigegeben sind. Das Reiten im Walde ist auf den nach den Vorschriften der Straßenverkehrsordnung als Reitwege gekennzeichneten privaten Straßen und Wegen (Reitwege) gestattet. Die Kreise und die kreisfreien Städte können im Einvernehmen mit der unteren Forstbehörde und nach Anhörung der betroffenen Gemeinden Ausnahmen von Satz 1 zulassen und insoweit bestimmen, dass in Gebieten mit regelmäßig nur geringem Reitaufkommen auf die Kennzeichnung von Reitwegen verzichtet wird. In diesen Gebieten ist das Reiten auf allen privaten Straßen und Wegen zulässig, mit Ausnahme der Wege und Pfade im Sinne des Satzes 2, die nicht zugleich als für Reiter mitnutzbare Wanderwege gekennzeichnet sind. Die Zulassung ist im amtlichen Verkündungsorgan des Kreises oder der kreisfreien Stadt bekanntzugeben. Für Bereiche in der freien Landschaft, in denen durch das Reiten erhebliche Beeinträchtigungen anderer Erholungsuchender oder erhebliche Schäden entstehen würden, kann das Reiten auf bestimmte Straßen und Wege beschränkt werden. Private Straßen und Wege, auf denen nicht geritten werden darf, sind nach den Vorschriften der Straßenverkehrsordnung zu kennzeichnen. Die Landschaftsbehörden sollen im Zusammenwirken mit den Forstbehörden, den Gemeinden, den Waldbesitzern und den Reiterverbänden für ein ausreichendes und geeignetes Reitwegenetz sorgen. Grundstückseigentümer und Nutzungsberechtigte haben die Kennzeichnung von Reitwegen zu dulden. Die Reitabgabe des Landes Nordrhein-Westfalen ist eine gruppennützige Sonderabgabe, die für die Anlage und Unterhaltung von Reitwegen bestimmt ist. |
| Rheinland-Pfalz        | Landeswaldgesetz (LWaldG) vom 30. November 2000 | § 22 Betreten                                               | Das Reiten ist im Wald nur auf Straßen und Waldwegen erlaubt; darüber hinausgehende Reitmöglichkeiten können die Waldbesitzenden gestatten, soweit dadurch nicht die Wirkungen des Waldes und sonstige Rechtsgüter beeinträchtigt werden. Die untere Forstbehörde kann auf Antrag der Waldbesitzenden Straßen und Waldwege sperren, wenn besondere Schäden einzutreten drohen oder bereits eingetreten sind. Nicht erlaubt ist das Reiten im Wald auf Straßen und Waldwegen mit besonderer Zweckbestimmung. Die Waldbesitzenden machen die Zweckbestimmung durch Schilder kenntlich. Die Markierung von Straßen und Waldwegen als Wanderwege oder Fahrradwege ist keine besondere Zweckbestimmung im Sinne des vorigen Satzes. Nur mit Zustimmung der Waldbesitzenden ist das Fahren und Abstellen von Kutschen, Pferdeschlitten im Wald, das Betreten von Naturverjüngungen, Forstkulturen und Pflanzgärten, das Betreten von forstbetrieblichen Einrichtungen, die Durchführung organisierter Veranstaltungen im Wald (z. B. Reitveranstaltungen) zulässig. |
| Saarland               | Landeswaldgesetz – LWaldG vom 26. Oktober 1977, geändert durch das Gesetz vom 5. April 2006 (Amtsbl. S. 726)                                                           | Abschnitt VI § 25 Betreten des Waldes und § 27              | Das Betreten des Waldes zum Zweck der naturverträglichen Erholung ist jedermann gestattet. Dabei ist das Reiten im Wald nur auf Wegen und Straßen gestattet. Wege im Sinne dieses Gesetzes sind nicht dem öffentlichen Verkehr gewidmete, dauerhaft angelegte oder naturfeste forstliche Wirtschaftswege; Maschinenwege, Rückeschneisen, Gliederungslinien der Betriebsplanung sowie Fußpfade sind keine Wege. Die Kennzeichnung von Wegen im Wald als Wander-, Reit- oder Fahrradwege bedarf der Zustimmung des Waldbesitzers. Die Kennzeichnung bewirkt nicht den Ausschluss anderer Nutzungsarten. Nur mit Zustimmung des Waldbesitzers ist insbesondere das Fahren mit Kutschen und das Reiten abseits von Wegen und Straßen zulässig. Auf Antrag des Waldbesitzers oder der Gemeinde kann die Forstbehörde das Reiten oder Führen von Pferden auf einzelnen Wegen untersagen, wenn auf Grund der hohen Benutzungsdichte oder eines anderen Grundes das Reiten oder Führen von Pferden zu einer erheblichen Gefährdung oder Beeinträchtigung anderer Nutzer führt. |
| Sachsen                | SächsWaldG | § 12                                                        | Das Reiten im Wald ist nur auf dafür ausgewiesenen und gekennzeichneten Wegen gestattet. Das OLG Dresden hat festgestellt, dass, wer ein Pferd führt, nicht reitet. |
| Sachsen-Anhalt         | Landeswaldgesetz Sachsen-Anhalt(LWaldG) vom 25. Februar 2016 | § 25 Reiten                                                 | Das Reiten ist auf Privatwegen erlaubt, soweit sie nach Breite und Oberflächenbeschaffenheit zum Reiten geeignet sind, ohne dass Störungen anderer oder nachhaltige Schäden zu befürchten sind. In der freien Landschaft ist außerhalb von Privatwegen das Reiten nur mit vorheriger Zustimmung des Grundeigentümers oder des Nutzungsberechtigten erlaubt. Die schutzwürdigen Interessen der Personen, die die freie Landschaft begehen oder dort Rad fahren, haben Vorrang vor den Interessen der Personen, die reiten. Sofern die Nutzung durch Personen, die reiten, ein Ausmaß angenommen hat, dass erhebliche Störungen oder nachhaltige Schäden nicht vermeidbar sind, sollen die zuständigen Behörden nach Abstimmung mit den Grundeigentümern oder Nutzungsberechtigten besondere Reitwege ausweisen, auf denen die schutzwürdigen Interessen der Personen, die reiten, Vorrang vor den Interessen der Personen haben, die die freie Landschaft begehen oder dort Rad fahren. Die zuständigen Behörden (für Feldflächen die Gemeinden, für Waldflächen die Forstbehörde) sind ermächtigt, durch Verordnung Gebiete auszuweisen, in denen das Reiten in der freien Landschaft außerhalb der ausgewiesenen Reitwege verboten ist, wenn dies im überwiegenden öffentlichen Interesse liegt. |
| Schleswig-Holstein     | Landeswaldgesetz (LWaldG) vom 5. Dezember 2004 zuletzt geändert mit Art. 2 des Gesetzes vom 27. Mai 2016, (GVOBl. S. 161)                                              | §§ 17 und 18                                                | Jeder Mensch darf den Wald zum Zwecke der naturverträglichen Erholung auf eigene Gefahr betreten. Das Betreten in der Zeit von Sonnenuntergang bis Sonnenaufgang (Nachtzeit) ist auf Waldwege beschränkt. Auch bei Tage auf Waldwege beschränkt ist das Radfahren, das Fahren mit Krankenfahrstühlen, das Skilaufen und das nicht durch Motorkraft oder Zugtiere bewirkte Schlittenfahren. Das Reiten ist im Wald auf eigene Gefahr gestattet auf besonders gekennzeichneten Waldwegen (Reitwegen), auf privaten Straßen mit Bitumen-, Beton- oder vergleichbarer Decke, auf allen dem öffentlichen Verkehr gewidmeten Straßen und Wegen. Trittfeste Fahrwege in öffentlichem Eigentum, die in der freien Landschaft verlaufende Straßen, Wege und Flächen, auf denen das Reiten oder das Fahren mit Pferdegespannen zulässig ist, verbinden, werden von der unteren Forstbehörde nach Anhörung der Waldbesitzenden als Reitwege oder, wenn sie Fahrwege verbinden, als Reit- und Fahrwege ausgewiesen. Gemeinden sollen darauf hinwirken, dass in ausreichendem Umfang geeignete und zusammenhängende Reitwege und Reit- und Fahrwege im Verbund mit sonstigen Straßen, Wegen und Flächen eingerichtet werden. Die oberste Forstbehörde kann durch Rechtsverordnung Näheres über das Reiten und Fahren mit Pferdegespannen im Walde, insbesondere eine Pflicht zur Kennzeichnung der Pferde, und über die Heranziehung der Reitenden zu Abgaben für die Anlage und Unterhaltung von Reitwegen regeln, wobei in der Verordnung die Höhe, das Verfahren der Erhebung und die Art der Verwaltung und Verwendung der Mittel zu regeln sind. |
| Thüringen              | Thüringer Waldgesetz (ThürWaldG) vom 6. August 1993 | § 6 Betreten des Waldes                                     | Das Betreten des Waldes zum Zwecke der naturverträglichen Erholung ist jedem gestattet. Das Betreten und Befahren des Waldes geschieht auf eigene Gefahr. Jeder Waldbesucher hat sich so zu verhalten, dass der Wald nicht beschädigt oder verunreinigt, seine Bewirtschaftung sowie die Lebensgemeinschaft nicht gestört und die Erholung anderer nicht beeinträchtigt wird. Hunde, die nicht zur Jagd verwendet werden, sind an der Leine zu führen. Das Reiten ist auf gekennzeichneten Wegen und Straßen gestattet. Es sollen daher genügend geeignete und möglichst zusammenhängende Wege und Straßen als Reitwege gekennzeichnet werden, die zudem eine Verbindung mit Wegen und Straßen außerhalb des Waldes aufweisen. Die Kennzeichnung erfolgt durch die untere Forstbehörde nach Anhörung der örtlichen Interessenvertretungen der Waldbesitzer und der Waldbenutzer, insbesondere der Reiter, Radfahrer, Wanderer, Skiläufer, Jäger und Kommunen. Das Fahren mit Kutschen ist auf befestigten Wegen und Straßen, die als Reitwege gekennzeichnet sind, erlaubt. Reit- und Kutschpferde müssen im Wald je ein beidseitig am Kopf befestigtes, sichtbares Kennzeichen tragen. Die untere Forstbehörde kann im Einvernehmen mit dem Waldbesitzer zum Schutz der Waldbesucher aus Naturschutzgründen und zur Wahrung der schutzwürdigen Interessen der Waldbesitzer nicht öffentliche Wege und Straßen auf einzelne Benutzungsarten einschränken. Die Durchführung organisierter Sportveranstaltungen im Wald bedarf der Genehmigung der unteren Forstbehörde. Soweit Naturschutzbelange betroffen sind, erfolgt diese Genehmigung im Einvernehmen mit der unteren Naturschutzbehörde. |

## Schweiz
Im Straßenverkehr sind Reiter den anderen Fahrzeugen beim Vortritt gleichgestellt (Art. 14 Abs. 4 VRV); im Übrigen sind die anderen Verkehrsregeln mit Ausnahme des Signals Allgemeines Fahrverbot sinngemäß anzuwenden (Art. 50 Abs. 4 SVG; Art. 2 Abs. 2 SSV). Auf stark befahrenen Straßen dürfen nur geübte Reiter auf verkehrsgewohnten Tieren reiten, wobei sie höchstens ein Handpferd mitführen dürfen. Das Reiten in Kolonne ist grundsätzlich nur hintereinander gestattet. Ausnahmen bestehen außerorts auf Straßen mit geringem Verkehrsaufkommen oder bei einem Verband von mindestens sechs Reitern. In diesen Fällen ist es erlaubt, zu zweit nebeneinander zu reiten (Art. 51 VRV).
Nachts oder bei entsprechender Witterung ist vorne und hinten ein nicht blendendes gelbes Licht zu tragen; das Reittier ist zusätzlich mit reflektierenden Gamaschen auszustatten  (Art. 53 VRV).
Reiter müssen sich an ein allfällig signalisiertes Verbot für Tiere halten; dies schließt gerittene Tiere mit ein; ein explizites Reitverbot gibt es nicht (Art. 19 Abs. 1 Buchstabe i SSV). Das Signal Reitweg verpflichtet Reiter und Personen, die Pferde an der Hand führen, den so gekennzeichneten Weg zu benutzen. Andere Teilnehmer sind auf Reitwegen nicht zugelassen.

Reitweg (Signal 2.62)
Verbot für Tiere (Signal 2.12)